# 雲杉
雲杉（學名：Picea asperata）为松科雲杉屬的一种，是原產於中國西部的特有樹種，主要分布於青海東部、甘肅南部、陝西西南與南部、到四川西部一帶。

## 生態
雲杉為多年生長綠喬木，棲息在海拔2,000（6,600英尺）到3,800（12,500英尺）的山區與河谷，抗寒區（Hardiness Zones）為 6 至 7 級區，需有足夠日照，溼潤環境，排水良好、中性至酸性的土壤，能在貧瘠或強酸土質生長，但不能適應空氣污染環境，生長緩慢，自然環境中常聚生成廣大的純林，遠望有如白雲，故稱雲杉。

## 形態
- 樹幹：高可達45（148英尺）、寬可達100（39英寸），表面覆蓋著不規則的鱗片狀木皮，緊密而粗糙，呈灰褐色[3]。
- 樹枝：棕黃色或棕紅色，變成褐色或灰褐色[3]。
- 葉：針狀葉片沿小枝往上向前層疊生長，下沿葉片逐漸橫向展開，葉片表面可能覆有白霜、微彎，截面呈四角型，長約10（0.39英寸）至20（0.79英寸），寬約1（0.04英寸）至2（0.08英寸），每邊有 4 到 8 個氣孔，尾端尖銳[3]。
- 花：每年4月開花，雌雄異花同株，籍風授粉[6]
- 孢子叶球：初果綠色、成熟時淺棕色或紅褐色，圓柱型毬果，長約5（2.0英寸）至16（6.3英寸），直徑約2.5（1.0英寸）至3.5（1.4英寸），由帶有種子的種鱗組成，種鱗倒卵形，長約2（0.79英寸），寬約1.5（0.59英寸），邊緣半整或鋸齒狀[3]。
- 種子：呈倒卵形，長約4（0.16英寸），翼寬11（0.43英寸），每年9至10月種子成熟[3]。

## 分類
依DNA分析，雲杉為雲杉屬第五演化支物種，目前已知的變種有：
- 雲杉：毬果長約6（2.4英寸）至12（4.7英寸），尾端呈圓錐形。
- 橙色雲杉（Picea asperata var. aurantiaca，即）：枝芽呈橙色。
- 異鱗雲杉（又名茂縣雲杉[9]，即）：枝芽無毛，毬果尾端呈菱形。
- 大果雲杉（Picea asperata var. ponderosa）：毬果較大，長約12（4.7英寸）至15（5.9英寸）。
- 卷雲杉（又名箭爐雲杉[9]，即）：枝芽帶黃。

## 保護
雲杉雖沒有被列為受威脅的物種，惟由於伐木業毁林濫採，造成其數量不斷下降。

## 用途
雲杉是木結他面板中最常見，木紋筆直細密，能提供清晰響亮的音色，高韌度帶來良好的共鳴和延音，偏白的色澤也是其賣點之一。

## 圖片

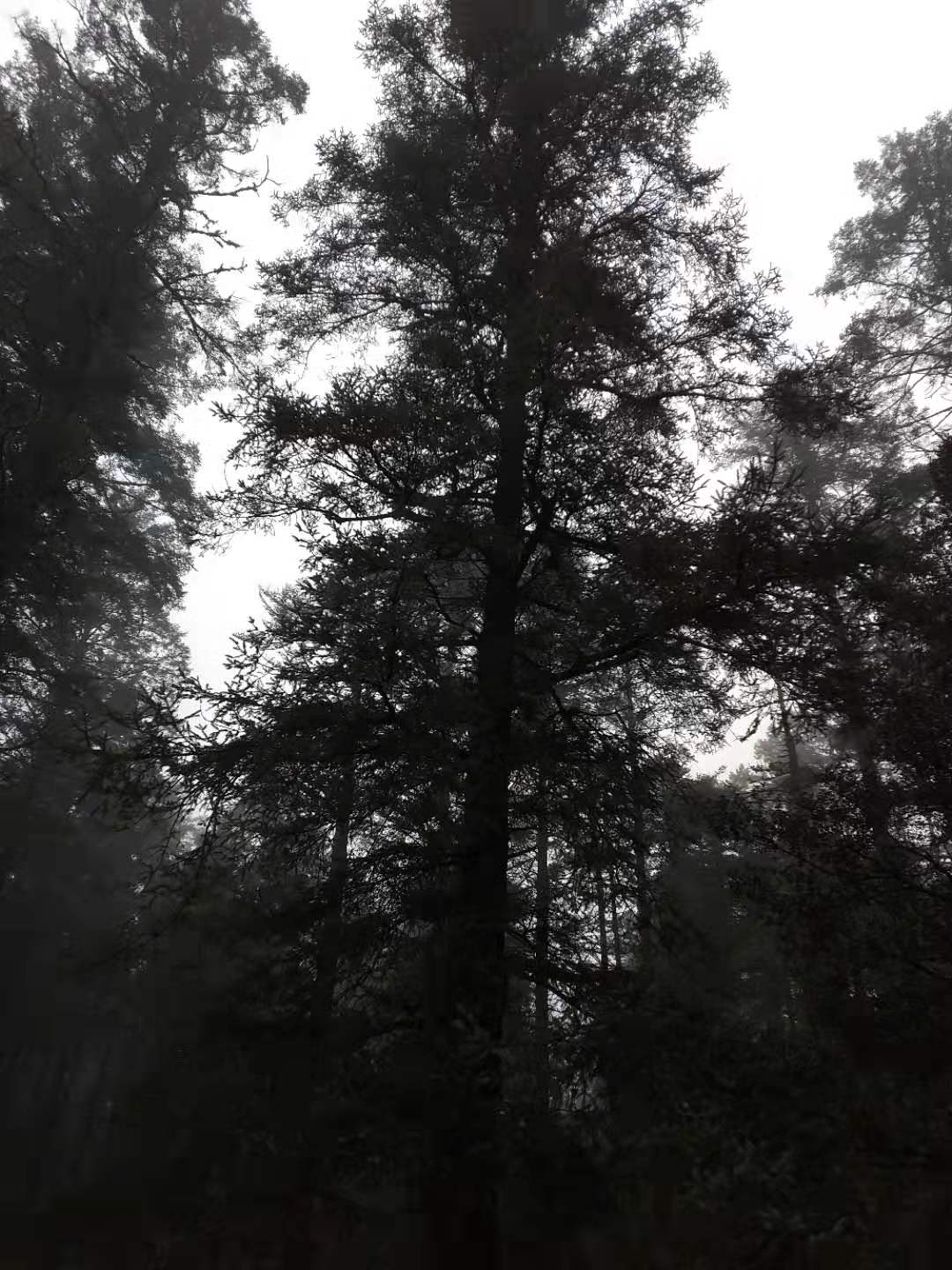
雲南雲杉。玉龍雪山雲杉坪，中國雲南。
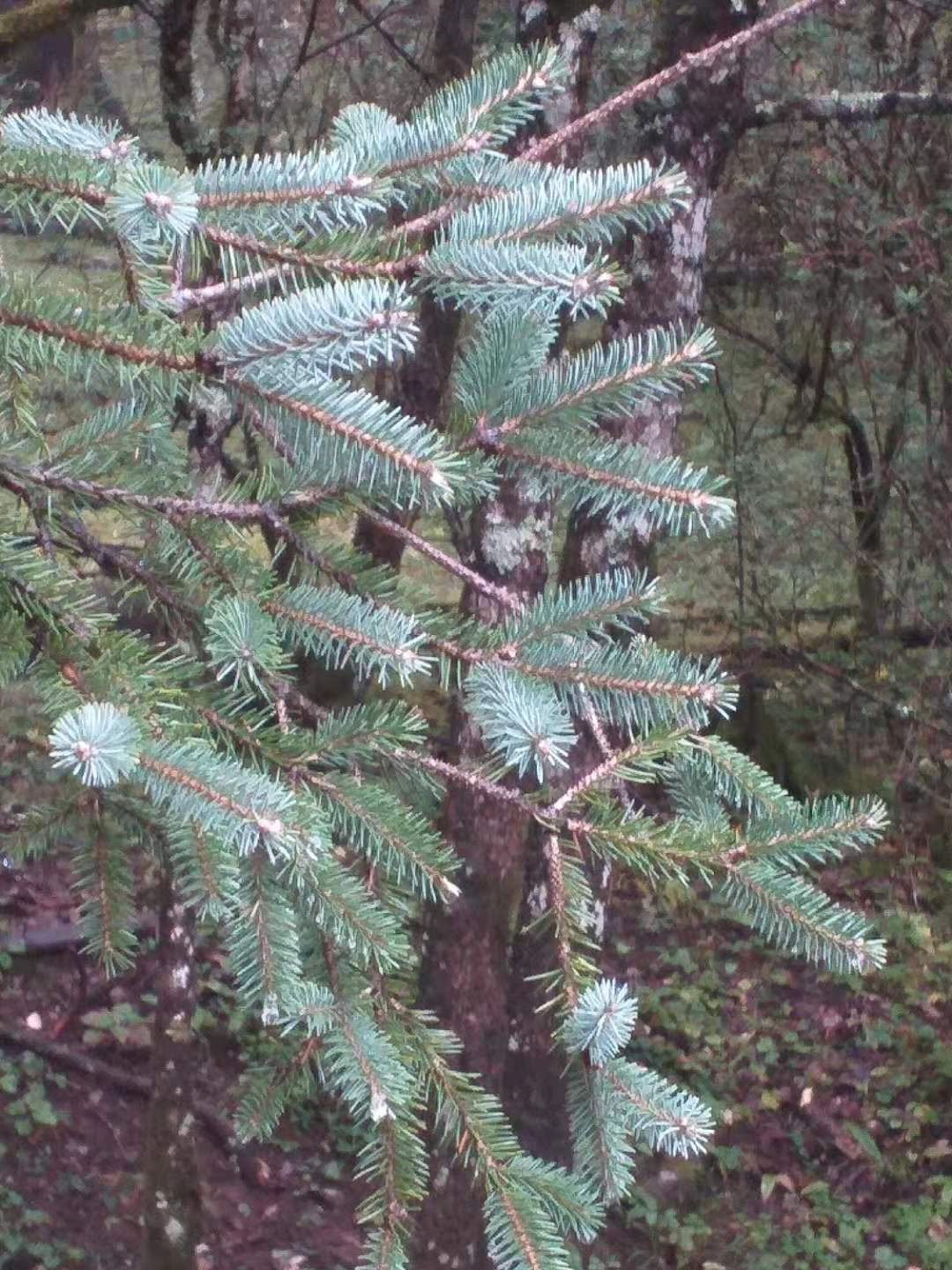
雲南雲杉。玉龍雪山雲杉坪，中國雲南。